# Lijst van voetbalinterlands Argentinië - Chili (vrouwen)
Deze lijst van voetbalinterlands is een overzicht van alle officiële voetbalinterlands tussen de nationale vrouwenteams van Argentinië en Chili. De landen hebben tot nu toe 21 keer tegen elkaar gespeeld. 

## Wedstrijden
| №  | Plaats        | Datum             | Competitie                   | Wedstrijd          | Uitslag |
| -- | ------------- | ----------------- | ---------------------------- | ------------------ | ------- |
| 1  | Santiago      | 3 december 1993   | Vriendschappelijk            | Chili − Argentinië | 2 − 3   |
| 2  | Uberlândia    | 18 januari 1995   | Sudamericano Femenino 1995   | Argentinië − Chili | 1 − 0   |
| 3  | Maipú         | 1 april 2005      | Vriendschappelijk            | Chili − Argentinië | 0 − 6   |
| 4  | Maipú         | 3 april 2005      | Vriendschappelijk            | Chili − Argentinië | 0 − 6   |
| 5  | Mar del Plata | 12 november 2006  | Sudamericano Femenino 2006   | Chili − Argentinië | 0 − 8   |
| 6  | Coquimbo      | 19 januari 2010   | Vriendschappelijk            | Chili − Argentinië | 0 − 0   |
| 7  | Ambato        | 6 november 2010   | Sudamericano Femenino 2010   | Chili − Argentinië | 1 − 2   |
| 8  | Latacunga     | 19 november 2010  | Sudamericano Femenino 2010   | Chili − Argentinië | 0 − 0   |
| 9  | Santiago      | 7 september 2011  | Vriendschappelijk            | Chili − Argentinië | 3 − 0   |
| 10 | Ezeiza        | 21 september 2011 | Vriendschappelijk            | Argentinië − Chili | 1 − 1   |
| 11 | La Florida    | 8 maart 2014      | Zuid-Amerikaanse Spelen 2014 | Chili − Argentinië | 1 − 0   |
| 12 | La Florida    | 16 maart 2014     | Zuid-Amerikaanse Spelen 2014 | Argentinië − Chili | 2 − 1   |
| 13 | Loja          | 12 september 2014 | Copa América 2014            | Argentinië − Chili | 0 − 1   |
| 14 | Ovalle        | 24 oktober 2017   | Vriendschappelijk            | Chili − Argentinië | 5 − 0   |
| 15 | La Serena     | 22 april 2018     | Copa América 2018            | Chili − Argentinië | 4 − 0   |
| 16 | Córdoba       | 8 april 2022      | Vriendschappelijk            | Argentinië − Chili | 0 − 1   |
| 17 | La Punta      | 10 april 2022     | Vriendschappelijk            | Argentinië − Chili | 1 − 0   |
| 18 | North Shore   | 17 februari 2023  | Vriendschappelijk            | Argentinië − Chili | 4 − 0   |
| 19 | La Florida    | 22 februari 2025  | Vriendschappelijk            | Chili − Argentinië | 0 − 3   |
| 20 | Macul         | 25 februari 2025  | Vriendschappelijk            | Chili − Argentinië | 0 − 0   |
| 21 | Quito         | 18 juli 2025      | Copa América 2025            | Argentinië − Chili | 2 − 1   |

## Samenvatting
| Competitie                           | Totaal gespeeld | Winst Argentinië | Gelijk | Winst Chili | Doelsaldo Argentinië – Chili |
| ------------------------------------ | --------------- | ---------------- | ------ | ----------- | ---------------------------- |
| Sudamericano Femenino / Copa América | 7               | 4                | 1      | 2           | 13 − 7                       |
| Zuid-Amerikaanse Spelen              | 2               | 1                | 0      | 1           | 2 − 2                        |
| Vriendschappelijk                    | 12              | 6                | 3      | 3           | 24 − 12                      |
| Totaal                               | 21              | 11               | 4      | 6           | 39 − 21                      |